# 34. Bayerische Theatertage Regensburg 2016

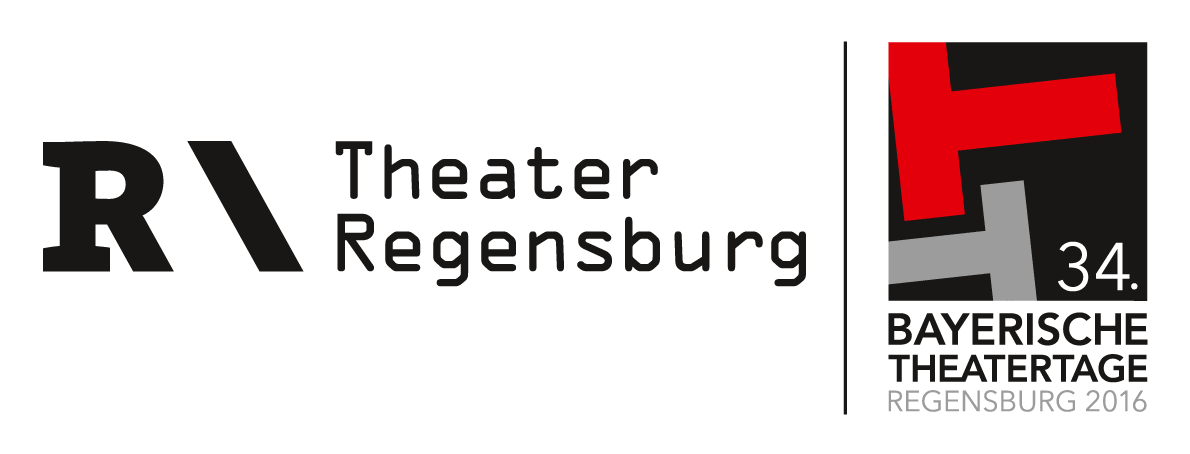
Logo der 34. Bayerischen Theatertage 2016

Die 34. Bayerischen Theatertage fanden vom 28. Mai bis 10. Juni 2016 am Theater Regensburg unter dem Motto Wildes Bayern (Festivalmaskottchen Bugs Bühny) statt, das damit zum vierten Mal nach 1988, 2004 und 2010 Gastgeber des größten bayerischen Theaterfestivals war. Die Auslastung lag mit knapp 14.000 Besuchern bei ca. 78 Prozent Auslastung.

## Programm
Insgesamt 31 verschiedene Bühnen aus ganz Bayern (sowie das Opernstudio und das Bayerische Staatsballett II der Bayerischen Staatsoper, die Theaterakademie August Everding und die Akademie für Darstellende Kunst Bayern) führten im Rahmen der 34. Bayerischen Theatertage 2016 insgesamt 55 Produktionen aller Art auf.
Als Spielstätten dienten vor allem das Theater am Bismarckplatz, das Theater am Haidplatz und das Velodrom. Die Theatertage endeten am 10. Juni 2016.

## Bühnen und Stücke
1. Theater Regensburg
  - 28. Mai 2016: Der Prozess (Theater am Bismarckplatz)
  - 28. Mai 2016: Die Känguru-Chroniken (Theater am Haidplatz)
  - 29. Mai 2016: Come Together – Again! (Haidplatz)
  - 30. Mai 2016: Homevideo (Junges Theater)
  - 02. Juni 2016: Nipplejesus (Kunst- und Gewerbeverein)
  - 03. Juni 2016: The House (Velodrom)
  - 04. Juni 2016: I’m afraid of what you do in the name of your god (Junges Theater)
  - 10. Juni 2016: Pest (Theater am Haidplatz)
2. Theater an der Rott Eggenfelden
  - 29. Mai 2016: Was das Nashorn sah, als es auf die andere Seite des Zauns schaute (Theater am Haidplatz)
3. Residenztheater München
  - 29. Mai 2016: Wir sind Gefangene (Theater am Bismarckplatz)
  - 07. Juni 2016: Thomas und Tryggve (Theater am Haidplatz)
4. Theater Wasserburg
  - 29. Mai 2016: Peter Pan (Velodrom)
  - 08. Juni 2016: Superman ist tot (Junges Theater)
5. Theater an der Rott Eggenfelden
  - 30. Mai 2016: Einer flog über das Kuckucksnest (Velodrom)
6. Landestheater Oberpfalz
  - 30. Mai 2016: Mein Bruder, der Räuber Kneißl (Theater am Haidplatz)
7. Akademie für Darstellende Kunst Bayern
  - 31. Mai 2016: Hexe Hillary geht in die Oper (Akademietheater Regensburg)
8. Staatstheater am Gärtnerplatz München
  - 31. Mai 2016: Gefährliche Liebschaften (Velodrom)
  - 04. Juni 2016: Made in Munich (Theater am Bismarckplatz)
  - 05. Juni 2016: Gold! (Theater am Haidplatz)
9. Tafelhalle Nürnberg
  - 31. Mai 2016: Jagdszenen aus Niederbayern (Theater am Bismarckplatz)
10. Mainfranken Theater Würzburg
  - 31. Mai 2016: Mandel und Seepferdchen (Theater am Haidplatz)
  - 06. Juni 2016: Junger Klassiker – Odyssee Short Cuts (Theater am Haidplatz)
11. Landestheater Schwaben
  - 01. Juni 2016: Meine Mutter Medea (Theater am Haidplatz)
  - 02. Juni 2016: Der kleine Prinz (Theater am Bismarckplatz)
12. Theater Hof
  - 01. Juni 2016: Der Bus (Das Zeug einer Heiligen) (Theater am Bismarckplatz)
13. kleines theater - Kammerspiele Landshut
  - 01. Juni 2016: Ungehaltene Reden ungehaltener Frauen (Junges Theater)
14. Bayerisches Staatsballett II
  - 01. Juni 2016: Allegro Brillante/Three Loves/Distanz (Velodrom)
15. Landestheater Coburg
  - 02. Mai 2016: Andorra (Theater am Haidplatz)
  - 07. Juni 2016: Was nützt die Liebe in Gedanken (Velodrom)
16. Theaterakademie August Everding
  - 02. Juni 2016: Ein Klotz am Bein (Junges Theater)
  - 03. Juni 2016: Der Märchenwald schlägt zurück (Junges Theater)
  - 03. Juni 2016: Situation mit Doppelgänger (Junges Theater)
17. Stadttheater Ingolstadt
  - 03. Juni 2016: Supergute Tage oder Die sonderbare Welt des Christopher Boone (Theater am Haidplatz)
  - 09. Juni 2016: In meinem Alter rauche ich immer noch heimlich (Velodrom)
18. Opernstudio der Bayerischen Staatsoper
  - 03. Juni 2016: Albert Herring (Theater am Bismarckplatz)
19. Turmtheater Regensburg
  - 03. Juni 2016: Am Hang (Turmtheater Regensburg)
20. Kammerspiele München
  - 04. Juni 2016: Das Vorsprechen (Velodrom)
21. Gostner Hoftheater Nürnberg
  - 05. Juni 2016: Gilles’ Frau (Theater am Haidplatz)
  - 06. Juni 2016: Fit for Future
22. Theater Mummpitz Nürnberg
  - 05. Juni 2016: Schneewittchen (Junges Theater)
23. Komödie im Bayerischen Hof München
  - 05. Juni 2016: Glück – Le Bonheur (Theater am Bismarckplatz)
24. Otto-Falckenberg-Schule München
  - 05. Juni 2016: Reichstheaterkammer (Velodrom)
25. Theater Augsburg + Junges Theater Augsburg
  - 05. Juni 2016: Der Boxer – Die wahre Geschichte des Hertzko Haft (Theater am Haidplatz)
  - 07. Juni 2016: Endstation Sehnsucht (Theater am Bismarckplatz)
26. Fränkisches Theater Schloss Maßbach
  - 06. Juni 2016: Wertherschlachten (Junges Theater)
  - 07. Juni 2016: Foxfinder (Theater am Haidplatz)
27. Stadttheater Fürth
  - 06. Juni 2016: Der Held der westlichen Welt (Theater am Bismarckplatz)
28. Theater Erlangen
  - 06. Juni 2016: Heimat Erlangen! (Velodrom)
  - 10. Juni 2016: heimat.com (Junges Theater)
29. Theater Pfütze Nürnberg
  - 07. Juni 2016: Cyrano (Junges Theater)
30. E.T.A.-Hoffmann-Theater Bamberg
  - 08. Juni 2016: Das schwarze Wasser (Theater am Bismarckplatz)
31. Staatstheater Nürnberg
  - 08. Juni 2016: Alle lieben George (Velodrom)
32. Volkstheater München
  - 08. Juni 2016: Die Präsidentinnen (Theater am Haidplatz)
33. Chapeau Claque Bamberg
  - 09. Juni 2016: Pinguine können keinen Käsekuchen backen (Junges Theater)
34. Schauburg – Theater der Jugend München
  - 09. Juni 2016: Die Entdeckung der Langsamkeit (Theater am Bismarckplatz)
35. Metropoltheater München
  - 10. Juni 2016: The Black Rider >The Casting of the Magic Bullets< (Theater am Bismarckplatz)

## Preisträger
Die Theatertage endeten am 10. Juni 2016 mit der Verleihung von drei Preisen.
- Publikumspreis: Bayerisches Staatsballett II für Allegro Brillante/Three Loves/Distanz
- Publikumspreis für Kinder- und Jugendtheatervorstellungen: Theater an der Rott Eggenfelden für Was das Nashorn sah, als es auf die andere Seite des Zauns schaute
- >Zündstoff-Preis< des Arbeitskreises für Kinder- und Jugendtheater in Bayern: Theater an der Rott Eggenfelden für Was das Nashorn sah, als es auf die andere Seite des Zauns schaute